# Orthagorides
Sauf précision contraire, les dates de cet article sont sous-entendues « avant l'ère commune » (AEC), c'est-à-dire « avant Jésus-Christ ».
Les Orthagorides sont une dynastie de tyrans ayant régné sur Sicyone de 676 à 570.
Elle a été fondée par Orthagoras qui mit fin à l'oligarchie en place en 676.

## Liste des tyrans
| Nom         | Relation avec le précédent | Notes                                                                              |
| ----------- | -------------------------- | ---------------------------------------------------------------------------------- |
| Orthagoras  | fondateur de la dynastie   | A combattu la cité de Pellène                                                      |
| Myron       | frère                      | A remporté les Jeux Olympiques de 648                                              |
| Aristonymos | fils                       | A règné brièvement                                                                 |
| Myron II    | fils                       | débauché, a été assassiné                                                          |
| Isodème     | frère                      | détrôné après deux ans de règne                                                    |
| Clisthène   | frère                      | Plus fameux membre de la dynastie, il meurt sans enfant mettant fin à la dynastie. |